# Gnetum diminutum
Gnetum diminutum — вид голонасінних рослин класу гнетоподібних.

## Поширення, екологія
Країни зростання: Бруней-Даруссалам, Індонезія (Борнео), Малайзія (Сабах, Саравак). Ендемік Борнео. Росте в первинних низовинних, низькогірних диптерокарпових лісах, часто на хребтах, схилах і вершинах пагорбів, зазвичай поблизу берегів річок. Може бути знайдений на піщаному, а також на кам'янистому ґрунті.

## Загрози та охорона
Основні загрози полягають в тому, що його розповсюдження обмежене одним островом (Борнео) і те, що найкращі місця проживання виду знаходяться під загрозою від великомасштабних комерційних рубок, незаконних рубок та перетворення площ на плантації олійної пальми, і каучуку. Вид був знайдений в кількох природоохоронних територіях: англ. Kubah National park, Talang Satang National Park, Lungmanis Virgin Jungle Reserve, Bidu-Bidu Protection Forest Reserve у Малайзії, англ. Labi Hills Forests Reserve у Брунеї, англ. Gunung Palung National Park, Bukit Soeharto Nature Recreation Reserve в Індонезії.